# Lübecker Impfunglück
Zum Lübecker Impfunglück kam es 1930 bei der Einführung der BCG-Schutzimpfung gegen Tuberkulose in Lübeck. Es handelt sich um das größte Impfunglück des 20. Jahrhunderts. Insgesamt kam es zu 77 Todesopfern.

## Hintergrund

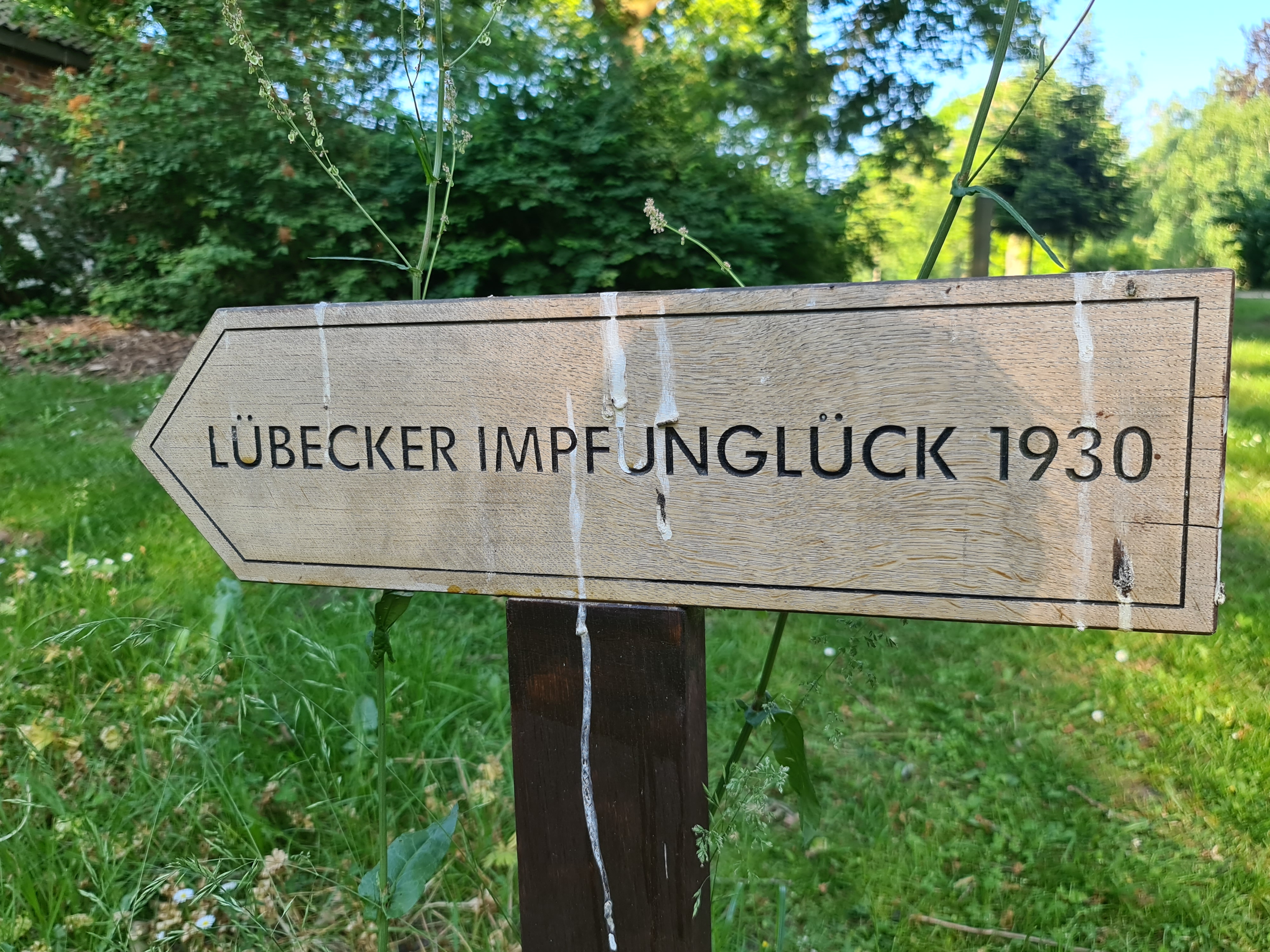
Wegweiser zum Gräberfeld auf dem Vorwerker Friedhof

Albert Calmette und Camille Guérin hatten 1921 nach dreizehnjähriger Vorarbeit eine orale Tuberkuloseschutzimpfung entwickelt, mit der bis 1928 außerhalb Deutschlands bereits 150.000 Kinder geimpft worden waren. Aufgrund ihrer langjährigen Arbeit in der Tuberkulosefürsorge entschlossen sich auch der Leiter des Lübecker Gesundheitsamtes Ernst Altstaedt und der Direktor des Allgemeinen Krankenhauses Georg Deycke, die Impfung an Neugeborenen in Lübeck einzuführen.
Die Anfang August 1929 aus Paris bezogene BCG-Kultur wurde von der gewissenhaften, aber bakteriologisch nicht ausgebildeten Krankenschwester Anna Schütze im Labor Deyckes zu Impfstoff verarbeitet. Das Labor stellte sich später als zur Impfstoffherstellung ungeeignet heraus, da eine eindeutige räumliche Trennung zwischen den Impfkulturen und den gleichzeitig dort verarbeiteten infektiösen Tuberkulosekulturen nicht möglich war.
Die Impfung begann offiziell am 24. Februar 1930. Fahrlässigerweise unterließen es Deycke und Altstaedt, im Tierexperiment nachzuprüfen, ob die Impfkultur während dieser sieben Monate mit virulenten Tuberkelbazillen kontaminiert worden war. Die Mehrheit der Eltern willigte schriftlich zur kostenlosen Impfung ein. In den folgenden zwei Monaten wurden 256 Neugeborene (etwa 84 % aller Neugeborenen) in Lübeck oral gegen Tuberkulose geimpft.
Da beide von der Unschädlichkeit der Impfung überzeugt waren, unterließen Deycke und Altstaedt ärztliche Sicherheitskontrollen der geimpften Kinder. Sie planten lediglich eine Tuberkulinprobe nach sechs Monaten, um die Wirksamkeit der Impfung festzustellen.
Am 17. April starb das erste Kind an Tuberkulose. Als kurz darauf drei weitere Kinder starben, stoppte Deycke am 26. April die Impfungen. Insgesamt starben 77 Kinder infolge des kontaminierten Impfstoffes an einer ausgedehnten Tuberkulose. Weitere 131 Impflinge erkrankten. Aufgrund dieses Unglücks wurde die Einführung der BCG-Impfung in Deutschland bis nach dem Zweiten Weltkrieg verzögert.
Auf dem Vorwerker Friedhof in Lübeck befindet sich ein gesondert gestaltetes Gräberfeld mit den Grabplatten der Unglücksopfer.

## Calmette-Prozess

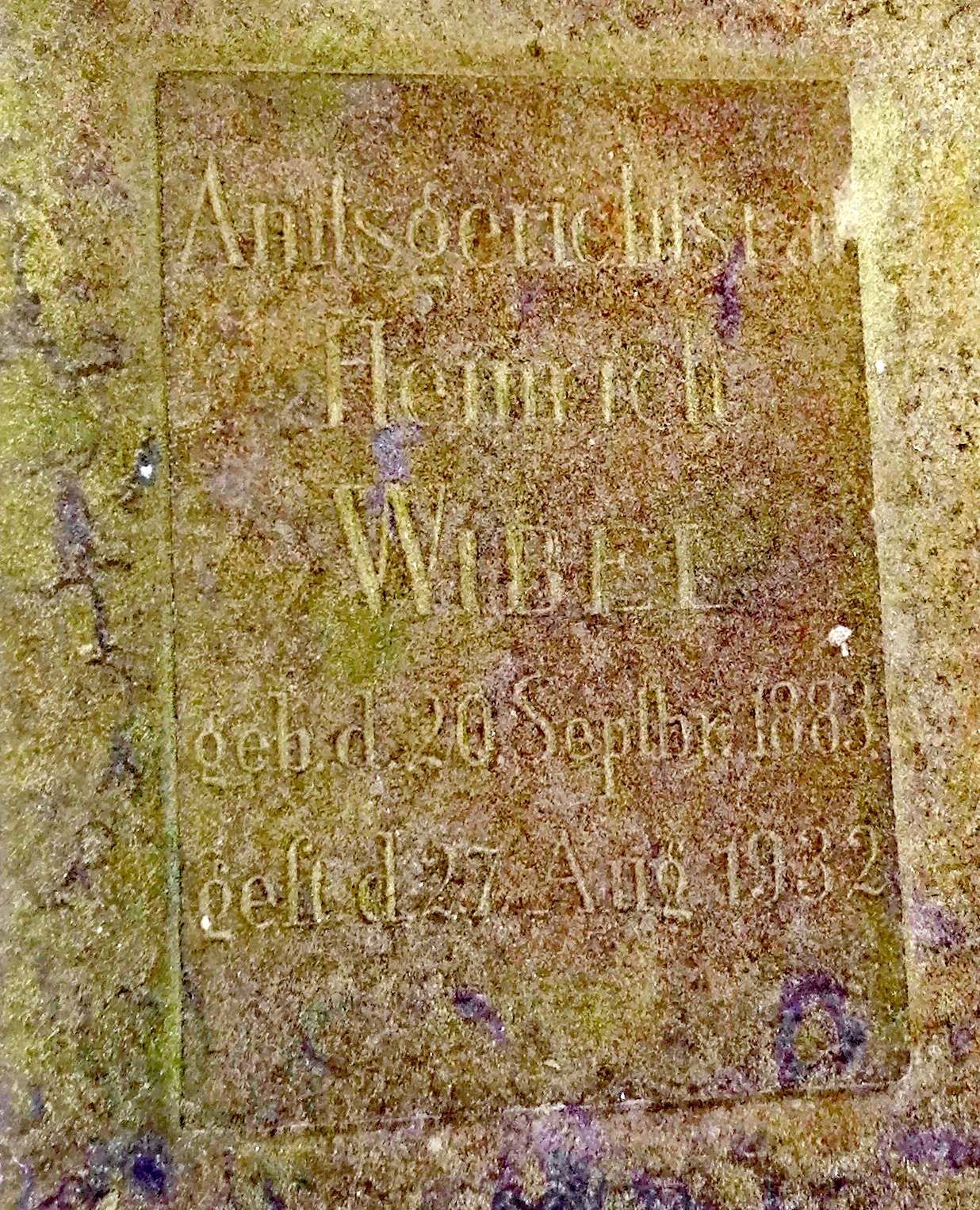
Harmssches Erbbegräbnis

Nachdem die Sachverständigen ausreichend Zeit zur Klärung der Ursachen des Impfunglückes hatten, wurde der Calmette-Prozess am 12. Oktober 1931 vor der II. Großen Strafkammer des Landgerichts Lübeck unter Amtsrichter Wibel eröffnet. Die Anklage vertrat der Lübecker Oberstaatsanwalt Cay Diedrich Lienau, Nebenklägervertreter waren Rechtsanwalt Ernst Wittern und Rechtsanwalt Erich Frey. Einer der Verteidiger war Adolf Ihde. Der Prozess fand auch international große Aufmerksamkeit.
Nach einer 76 Tage langen Gerichtsverhandlung wurde Georg Deycke am 6. Februar 1932 wegen fahrlässiger Tötung und fahrlässiger Körperverletzung zu zwei Jahren Gefängnis verurteilt. Deycke habe fahrlässigerweise in einem für Impfstoffherstellung ungeeigneten Labor den BCG-Impfstoff kultiviert und auf Tierversuche verzichtet. Deycke legte Revision ein, über die der 3. Strafsenat des Reichsgerichts in Leipzig am 1. Juni 1933 verhandelte. Die Revision wurde zurückgewiesen, es verblieb die zweijährige Haftstrafe. Danach legte die Lübecker Ärztekammer ein Gnadengesuch ein beim zuständigen Reichsstatthalter für Lübeck und Mecklenburg, Friedrich Hildebrandt. Auch dieses Gesuch wurde abgelehnt, jedoch war Deycke nicht haftfähig. Danach verließ Deycke Lübeck und starb 1938.
Altstaedt wurde wegen fahrlässiger Tötung und fahrlässiger Körperverletzung zu 15 Monaten Gefängnis verurteilt. Altstaedt habe den Impfstoff nicht im Tierversuch geprüft und die Kinder nur unzureichend beobachtet. Der mitangeklagte Vorsitzende des Lübecker Gesundheitsamts Max Klotz wurde freigesprochen und ebenfalls Deyckes Laborassistentin Schütze. Altstaedt konnte die Justizvollzugsanstalt Lübeck schon nach sieben Monaten wieder verlassen.
Der bekannte Pressezeichner Emil Stumpp hielt die Porträts der Prozessbeteiligten für die Nachwelt fest.
In der 1964 ausgestrahlten 4-teiligen ZDF-Serie Das Kriminalgericht beschäftigte sich die Folge Der Fall Calmette mit dem Fall.

## Spätere Benennung
Aufgrund der Bekanntheit von Altem und Neuem Lübecker Totentanz (Darstellung des alle Bevölkerungsschichten treffenden Todes) wurde der erste große und einer der schwerwiegenden Impfzwischenfälle der Medizingeschichte ebenfalls immer wieder Lübecker Totentanz genannt.

### Zeitgenössisch
- Julius Moses: Der Totentanz von Lübeck. Dr. Madaus & Co., Radebeul-Dresden 1930
- The Lübeck Desaster. In: American Journal of Public Health and the nation's health. Band 21, Nummer 3, März 1931, S. 282, PMID 18013220, PMC 1556200 (freier Volltext).
- Adolf Ihde: Plädoyer in Strafsachen Prof. Dr. Deycke (sogen. Calmette-Prozesse), Lübeck, 27. Januar 1932
- Leo Klauber. Das Säuglingssterben in Lübeck. In: Der sozialistische Arzt, 6. Jg. (1930), Heft 3 (Juli), S. 113–115 Digitalisat
- Henning von Beust, Heye Heyen (Hrsg.): Calmette-Anklage im Wortlaut / Die Anklagereden von Lienau. Nach stenografischen Aufzeichnungen, Lübeck, Albrecht & Vorkamp, 1932.

### Neuere Literatur
- Julius Edelhoff: Der Calmette-Prozess.In: Der Wagen 1984, S. 62–68.
- Eckart Roloff: Das Lübecker Impfunglück von 1930. Ein Lehrstück der Medizingeschichte. In: Naturwissenschaftliche Rundschau, Nr. 819 (September 2016), S. 461–463, ISSN 0028-1050.
- Eckart Roloff und Karin Henke-Wendt: Das Lübecker Impfunglück von 1930 und ein schneller Prozess. In: dies., Geschädigt statt geheilt. Große deutsche Medizin- und Pharmaskandale. Hirzel, Stuttgart 2018, S. 19–33, ISBN 978-3-7776-2763-2.
- Hanna Elisabeth Jonas: Das Lübecker Impfunglück von 1930 in der Wahrnehmung von Zeitzeuginnen und Zeitzeugen. Dissertation, Lübeck, 2017, PDF